# Flughafen Osorno

i8
i11
i13
Der Flughafen Osorno (eigentlich: Aeródromo Cañal Bajo - Carlos Hott Siebert) ist ein chilenischer Flughafen fünf Kilometer östlich der Stadt Osorno in der Región de los Lagos. Er ist nach dem Flughafen Puerto Montt der zweitgrößte der Region. Es starten regelmäßig Maschinen nach Santiago de Chile. 

## Fluggesellschaften und Flugziele
| Fluggesellschaft | Ziel              |
| ---------------- | ----------------- |
| LATAM            | Santiago de Chile |
| Sky Airline      | Santiago de Chile |
| Quellen:         |                   |